# Crisi de migració entre Colòmbia i Veneçuela (2015)

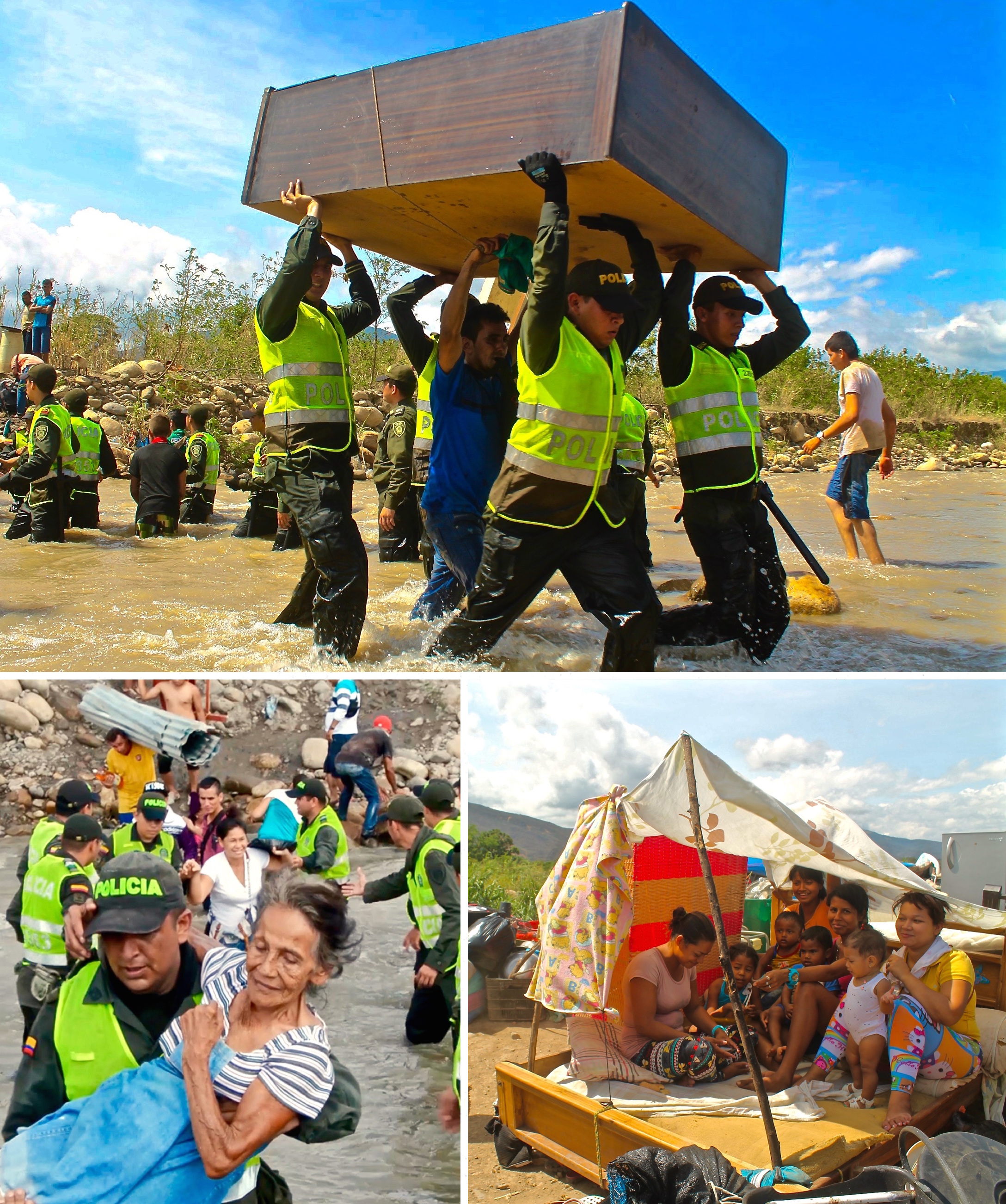
Fotografies dels moviments migratoris dels refugiats.

La crisi de migració entre Colòmbia i Veneçuela de 2015 fou una crisi diplomàtica i humanitària que va tenir lloc a Colòmbia (governada aleshores pel president Juan Manuel Santos) i Veneçuela (governada pel president Nicolás Maduro) a partir del 19 d'agost del 2015. L'element detonador d'aquesta crisi seria una suposada presència en territori veneçolà de membres de grups paramilitars. Això porta a l'establiment de l'estat d'excepció en diferents municipalitats dels estats de Táchira, Zulia, Apure i Amazonas—territoris fronterers amb Colòmbia—i també el tancament definitiu d'algunes porcions de la frontera d'entre ambdós països. La situació degenera en una deportació i èxode de població colombiana, expulsada pel govern veneçolà. La crisi esdevé global, fent entrar l'Uruguai i l'Equador, a més de l'ONU i ens supranacionals llatinoamericanes.

## Història de la crisi de migració colombio-veneçolana del 2015

### Tancament de la frontera veneçolana

#### Context
D'ençà els anys 1970 que els colombians fugen de Veneçuela degut al conflicte armat colombià. El degoteig continua fins que l'any 2000 el president aleshores en funcions, Hugo Chávez decideix oferir la residència, el dret a votar i serveis socials als colombians, aprofitant els guanys rècords generats pel petroli, en un conjunt de polítiques que el mateix president va anomenar com a "missions bolivarianes". Tanmateix, aquells que accedien a rebre les ajudes van haver de donar suport en contrapartida al president Hugo Chávez durant les èpoques electorals. La creació de controls per les subvencions porta com a conseqüència el desenvolupament d'activitats de contraban a les zones frontereres.

#### Inici de la crisi i Estat d'Excepció

Moviments migratoris de la crisi colombio-veneçolana del 2015.

El 19 d'agost del 2015, arran d'una emboscada en què tres militars i un civil són ferits, el president de Veneçuela en funcions, Nicolás Maduro, ordena el tancament durant 72 hores d'una part de la frontera amb Colòmbia al nord-oest de Veneçuela, cap als costats de San Antonio del Táchira i Ureña. Havent passat les 72 hores, el 22 d'agost del 2015, Maduro decideix tancar definitivament la frontera i decretar l'estat excepció per una durada prorrogable de 60 dies a bona part de l'oest del país; Bolívia, Pedro María, Ureña, Junín, Libertad, Independencia i Rafael Urdaneta, entre d'altres, tots situats en l'Estat de Táchira. La decisió és criticada poc després pel president colombià, Juan Manuel Santos que demana més col·laboració entre Colòmbia i Veneçuela per tal d'acabar amb eficàcia amb les activitats dels guerrillers, paramilitars i traficants de droga i contrabandistes. Degut a la declaració d'Estat d'excepció, una operació policial de crida i cerca, de nom "operació d'alliberament del poble", s'emprèn per part del govern veneçolà qui pretén arrestar paramilitars i responsables de l'emboscada. L'operació acaba en l'expulsió i èxode de migrants colombians que veuen entrar a les seves cases policies que sense motiu aparent, els expulsen, sense drets a emportar-se els seus béns ni dret a tenir una parada segura. S'inicia doncs un període de deportacions massives de colombians.

### Mesures

#### Reunió entre cancelleries
Per tal de trobar una solució a la crisi es va convocar una reunió entre cancelleries de Colòmbia i Veneçuela el 26 d'agost a la ciutat de Cartagena (Colòmbia). La reunió havia de resoldre la crisi, però també abordar aspecte com la qüestió del tràfic de drogues i contraban de gasolina i/o aliments. S'esperava que acabés amb l'anunci final de les deportacions massives. Finalment s'aconsegueix que la Defensòria del Poble Colombià (un òrgan constitucionals i autònom creat per la Constitució colombiana del 1991 i que té per objectiu de defensar els drets humans) sigui l'encarregat d'acompanyar els colombians deportats perquè puguin reprendre les seves pertinences. A més s'estableixen protocols de protecció de cara als deportats.

#### L'Organització dels Estats Americans
Davant la situació, que l'OEA descriu com a "greu crisi humanitària", Colòmbia demana la intervenció de l'Organització dels Estats Americans (OEA). Aquest proposa el dossier en votació a la sessió parlamentària el 31 d'agost i degut a tensions diplomàtiques entre Bogotà i Caracas, a més del règim establert de votacions, la sessió no dona els vots suficients perquè l'OEA s'impliqui en l'assumpte. Els vots es van distribuir de la següent manera:
- A favor: Colòmbia, Costa Rica, El Salvador, Estats Units, Guatemala, Guyana, Hondures, Jamaica, Mèxic, Paraguai, Perú, Santa Lucia, Uruguai, Bahames, Barbados, Canadà i Xile
- En contra: Equador, Haití, Nicaragua, Bolívia i Veneçuela
- Abstencions: Panamà, Granada, República Dominicana, San Critòfol i Nives, San Vicente y las Granadinas, Surinam, Trinidad i Tobago, Antiga i Barbuda, Belize, Brasil i l'Argentina
- Abscències: Dominica

Vist el resultat, María Ángela Holguín, cancellera de Còlombia, declara que no és un secret que Veneçuela està exercint pressió sobre el Carib mitjançant l'empresa estatal veneçolana Petrocaribe, que ofereix petroli en condicions preferencials als països caribenys; tot expressant també la seva sorpresa davant l'actitud de Panamà, que va canviar el seu vot a últim minut. D'altra banda, la mateixa cancellera declarava que portaria l'afer al Consell de Drets Humans.

#### Tancament de la frontera amb l'Estat de Zúlia
El 7 de setembre les relacions entre ambdós actors semblen millorar després que l'Església Catòlica es proposés com a mediador. Tanmateix, l'endemà, Madura, reforça el bloqueig de la frontera enviant 3000 militars veneçolans com a reforç (més estats es veuen afectats pel bloqueig). El pas entre Colòmbia i Veneçuela esdevé quasi impossible a nivell de l'Estat de Zúlia, mentre que el president allarga l'estat d'excepció a altres territoris fronterers. Tot plegat avoca a una nova reunió entre els ministres d'afers exteriors d'ambdós països el 12 de setembre del 2015. La reunió es desenvolupa al Palau de Najas amb la presència de l'Equador i Uruguai atès que els dos països presidien la CELAC i l'UNASUR. Si bé el comunicat oficial publicat després de la reunió d'unes 5 hores diu que s'ha avançat satisfactòriament, el realitat no s'havia resolt el problema.
| Zona   | Declaració de l'estat d'excepció | Estat    | Municipis                                                                             | Mapa                         |
| ------ | -------------------------------- | -------- | ------------------------------------------------------------------------------------- | ---------------------------- |
| Zona 1 | Després del 22/08/2015           | Táchira  | Bolívar, Pedro María Ureña, Junín, Libertad, Independencia i Rafael Urdaneta          | Mapa amb els estats afectats |
| Zona 2 | Després del 28/08/2015           | Táchira  | Ayacucho, García de Hevia, Lobatera i Panamericano                                    | Mapa amb els estats afectats |
| Zona 3 | Després del 07/09/2015           | Zulia    | Guajira, Mara i Almirante Padilla                                                     | Mapa amb els estats afectats |
| Zona 4 | Després del 15/09/2015           | Zulia    | Jesús Enrique Lossada, Rosario de Perijá, La Cañada de Urdaneta i Machiques de Perijá | Mapa amb els estats afectats |
| Zona 5 | Després del 15/09/2015           | Zulia    | Jesús María Semprún, Catatumbo i Colón                                                | Mapa amb els estats afectats |
| Zona 6 | Després del 15/09/2015           | Apure    | Páez                                                                                  | Mapa amb els estats afectats |
| Zona 7 | Després del 15/09/2015           | Apure    | Rómulo Gallegos i Pedro Camejo                                                        | Mapa amb els estats afectats |
| Zona 8 | Després del 23/09/2015           | Amazones | Atabapo, Atures, Autana, Maroa i Río Negro                                            | Mapa amb els estats afectats |

### Incursions veneçolanes en l'espai aeri colombià
La mateixa nit del 12 de setembre del 2015, un comunicat oficial del ministeri de defensa colombià informa que el sistema de defensa aeri ha detectat la presència d'avions veneçolans sobre territori colombià, a l'alçada de l'Alta Guajira. Davant la situació ja tensa entre els països, el president colombià Juan Manuel Santos ordena als ministeris d'Afers Estrangers i de Defensa de presentar un document de protesta oficial i sol·licitar explicacions a Caracas. L'endemà, el govern veneçolà acusa Bogotà d'haver-se inventat les incursions aèries per tal de fer fracassar les negociacions. Però segons el comandant de les forces aèries colombianes (FAC), el general Carlos Bueno, un altre avió militar veneçolà hauria penetrat en l'espai aeri colombià el 13 de setembre, és a dir, l'endemà de la queixa presentada pel govern colombià. En resposta el govern de Nicolàs Madura ordena el 15 de setembre del 2015 l'estat excepció a l'Estat d'Apura.

#### Represa de les negociacions
Arran de la proposta de l'UNASUR del 15 de setembre del 2015, afí que el problema es pugui resoldre, els caps d'Estat de Colòmbia, Juan Manuel Santos, i de Veneçuela, Nicolàs Madura, es reuneixen a Quito al Palau de Carondelet, seu del govern equatorià, el 21 de setembre d'eguany. La reunió aconsegueix un acord amb set punts:
- retorn immediat dels ambaixadors dels dos països a Bogotà i Caraccas
- reforçament del diàleg entre els dos actors
- acord permanent per resoldre la crisi
- establiment d'una investigació a les fronteres
- reunió a Caracas el 23 de setembre per tractar el problema fronterer
- normalització progressiva de la zona afectada
- treball i ajuda de l'Equador i Uruguai

Malgrat que l'estat d'excepció s'exhauria el 18 de desembre del 2015, Nicolàs Maduro va decidir mantenir les fronteres blocades, fent que l'oposició acusés a Maduro "d'abús de poder". Els mateixos, concretament, el legislador veneçolà Walter Márquez, preveu una queixa formal a la Cort Internacional de la Haia, considerant que la situació ha portat a crims conta la humanitat.

#### Tímida obertura de fronteres
El 12 d'agost del 2016 la premsa informava arran d'una conferència de premsa realitzada conjuntament entre el president veneçolà i colombià --i els ministres d'assumptes exteriors corresponents-- de l'obertura dels passos fronterers de San Antonio i Boca del Grito a Tàtxira, Paraguachón a Zúlia, Puente Áez a Agote i Puerto Ayacutxo a l'Amazones. Segons el president colombià, l'obertura acordada havia de fer-se de "manera ordenada, controlada i gradual" tenint en compte la "seguretat" per tal de normalitzar la situació. L'acord d'obertura és fruit de negociacions mantingues a l'estat veneçolà de Bolívar entre Santos i Maduro.

## Balanç humanitari
Segons estimacions fetes per l'Oficina de les Nacions Unides per a la Coordinació d'Assumptes Humanitaris prop de 23.738 colombians han estat deportats o exiliats degut a la crisi. La majoria de migrants ha hagut de refugiar-se a Cúcuta. De fet, la zona fronterera entre Cúcuta (Colòmbia) i Táchira (Veneçuela) és la que més s'ha vist afectada per aquesta crisi migratòria, fent que s'hagi hagut de crear centres d'acollida per a refugiats.

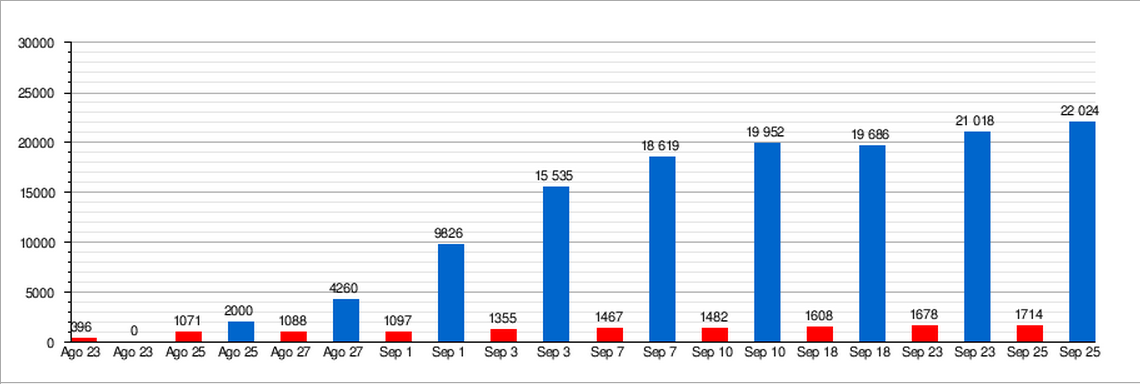
Gràfic del degoteig de refugiats. En vermell els deportats i en blau els retornats.